# روي فييرا
روي فييرا (13 نوفمبر 1991 ببراغا في البرتغال - ) هو لاعب كرة قدم برتغالي في مركز حراسة المرمى. لعب مع سبورتينغ براغا.

## روابط خارجية
- روي فييرا على موقع قاعدة بيانات كرة القدم.إي يو (الإنجليزية)
- روي فييرا على موقع Soccerway.com (الإنجليزية)
- روي فييرا على موقع AS.com (الإسبانية)